# آندو نوبوماسا
آندو نوبوماسا (به ژاپنی: 安藤 信正 Andō Nobumasa); ۱۰ ژانویهٔ ۱۸۱۹ – ۲۰ نوامبر ۱۸۷۱) سیاست‌مدار، روجو، سامورایی، دایمیو در دوره ادو اهل ژاپن بود.
پس از آنکه ای نائوسوکه به دلیل حادثه ساکورادامون (۱۸۶۰) جان خود را از دست داد، شوگون‌سالاری توکوگاوا برای حفظ اتحاد بین شوگون‌سالاری و دربار، کوبو گاتای (وحدت امپراتوری و شوگون‌سالاری، مرام سیاسی امپراتور کومِی)، دو نفر از روجوهای (ریش سفیدان) شوگون‌سالاری، آندو نوبوماسا و کوزه هیروچیکا خواستار ازدواج خواهر امپراتور کومی ، چیکاکو، شاهدخت کازو با شوگون وقت، توکوگاوا ایه‌موچی شدند. امپراتور امپراتور کومی به شرط اجرای اخراج بیگانگان توسط توکوگاوا ایه‌موچی با این ازدواج موافقت کرد.